# Hawaiki
Hawaiki ist der Māori-Name für das mythische Land, in welchem einige polynesische Kulturen ihren Ursprung und ihre Herkunft sehen.

## Bedeutung
In einer zweiten Bedeutung ist Hawaiki in vielen Māori-Erzählungen die Bezeichnung für die Unterwelt. In der Mangaia-Sprache der Cookinseln bezeichnet Avaiki immer die Unterwelt.
Der Māori-Name Hawaiki findet sich insbesondere in den Legenden, die die Ankunft der Māori in Aotearoa (Neuseeland) beschreiben. Sehr ähnliche Legenden gibt es in anderen polynesischen Kulturen und Sprachen, beispielsweise als Hawaiki, Havaiʻi, ʻAvaiki. Die Bezeichnung Hawaiki hat sich im Englischen durchgesetzt.
Die Samoaner, eine der ältesten polynesischen Kulturen, kennen keine Legende über ihre Herkunft von einem anderen Ort mehr, aber der Name der größten samoanischen Inseln, Savaiʻi, lässt eine Verbindung zu Hawaiki erkennen. Ebenso verhält es sich mit dem Namen der bekanntesten polynesischen Insel Hawaiʻi. Das ʻOkina (ʻ) kennzeichnet einen sehr kurzen Schluss des Kehlkopfs und ersetzte in manchen polynesischen Sprachen das k.
Andere mit Hawaiki verwandte Wörter sind saualiʻi („Geister“ auf Samoanisch) und houʻeiki („Häuptlinge“ auf Tongaisch). Einige Wissenschaftler kamen hierüber zur Hypothese, dass das Wort Hawaiki (und entsprechend die Wörter Savaiʻi und Haiwaiʻi) ursprünglich nicht unbedingt einen Bezug zu einer geographischen Örtlichkeit hat, sondern vielmehr Bezug nimmt zu Vorfahren allgemein und zu Stammeshäuptlingen, wie sie in den präkolonialen sozialen Strukturen Polynesiens üblich waren. Es wird auch angenommen, dass während der weiten Reisen als Teil der polynesischen Besiedelung des Pazifikraumes ein sich ständig wandelndes Hawaiki ein Produkt des Prozesses des Reisens war und den Kontakt zwischen den Inseln und der Ausbreitung über den Pazifik beschrieb.

## Legenden
Die Legende erzählt, dass Polynesier von Hawaiki aus den Pazifischen Ozean besiedelt haben, in offenen Kanus, die sich wenig unterschieden von den heutigen Kanus Polynesiens. Die Māori Neuseelands erzählen, ihre Vorfahren seien gruppenweise in ungefähr 40 verschiedenen Kanus (Waka) angekommen, und bis heute nennen sie ihr waka, wenn sie sich jemandem vorstellen.
Andere polynesische Legenden berichten, dass die Seelen der Verstorbenen nach Hawaiki zurückkehren. In Neuseeland beginnen solche Reisen zurück zu den Ursprüngen in der Spirits Bay, am Cape Reinga / Te Rerenga Wairua oder auf den Three Kings Islands ganz im Norden der Nordinsel. Dies lässt zumindest auf die Himmelsrichtung von Hawaiki schließen.

## Moderne Wissenschaft

Wahrscheinliche Wanderungsbewegung der Polynesier

Anthropologen hegten lange Zeit Zweifel, dass es möglich sein könnte, in Kanus freiwillig durch den Pazifik zu wandern. Vielmehr wurde die Auffassung vertreten, die Wanderungsbewegungen wären eher zufällig gewesen, durch unfreiwilliges Abdriften von Kanus in Richtung unbewohntes Land beispielsweise. 1947 segelte Thor Heyerdahl mit seiner Kon-Tiki, einem Floß aus Balsaholz, von Südamerika aus in Richtung pazifischer Inseln, um zu zeigen, dass es den Südamerikanischen Kulturen prinzipiell möglich war, mit einfachen Techniken, und mit dem Wind segelnd, den Pazifik von den östlichen Ufern her zu besiedeln.
Später legten DNA-Untersuchungen die Vermutung nahe, dass die Polynesier von ostasiatischen Inseln aus den Pazifik besiedelt haben, beispielsweise von Taiwan aus. Unterstützung bekommt diese Theorie von Linguisten, die die Polynesischen Sprachen als eine Hauptuntergruppe der austronesischen Sprachen klassifizieren, und deren gemeinsamen Ursprung in Asien sehen.
Andererseits müsste solch eine Besiedelung „gegen den Wind“ erfolgt sein und daher eben nicht unfreiwillig und versehentlich. Man vermutet, dass Navigatoren aus der prä-polynesischen und polynesischen Zeit den Zugrichtungen von Vögeln gefolgt sein könnten, um Inseln hinter dem Horizont zu finden.
Die prinzipielle Möglichkeit einer solchen freiwilligen Migrationsbewegung wurde in den letzten Jahrzehnten durch Bootsbauer der Polynesian Voyaging Society bewiesen. Mit historischen Materialien und Techniken wurden ozeantaugliche Kanus gebaut und mit historischen Navigationsmethoden auf den angenommenen Wanderrouten zu den entsprechenden Inseln gefahren.